# Artista de jogos eletrônicos
Um artista de jogo é um artista que cria arte para um ou mais tipos de jogos. Nos jogos eletrônicos, os artistas de jogo são responsáveis por todos os aspectos do desenvolvimento de jogos que exigem arte visual. Os artistas de jogo desempenham um papel vital e muitas vezes são creditados em jogos de RPG, jogos de cartas colecionáveis e jogos eletrônicos.

## Jogos de RPG
Muitos artistas de jogo são chamados para desenvolver tratamentos gráficos para os ambientes e elementos nos quais os jogos de RPG acontecem. Por exemplo, no Monster Manual, os primeiros artistas de Dungeons & Dragons criaram representações visuais de monstros que os jogadores podem encontrar durante a aventura. Muitas dessas representações podem influenciar a arte subsequente e o tipo de campanhas ou aventuras que os desenvolvedores e jogadores criam.
A arte para jogos de RPG pode ser expressa em uma variedade de mídias, desde desenhos a lápis, ilustrações a caneta e tinta, pinturas a óleo ou mesmo modelos 3D criados com um computador. Portanto, nenhum conjunto de habilidades pode ser identificado como necessário para um artista de RPG, além de alguma habilidade artística. As habilidades necessárias variam de jogo para jogo e de desenvolvedora para desenvolvedora.[carece de fontes?]

## Jogos eletrônicos
Nos jogos eletrônicos modernos, os artistas de jogo criam arte 2D, como arte conceitual, sprites, texturas e cenários de ambiente; e arte 3D, como modelos, animações e layout de níveis. Os artistas de jogos eletrônicos podem ganhar um salário anual de US$ 50.000 a US$ 100.000 dependendo da experiência e da região.